# Бусуйок, Алексей
Алексей Бусуйок (рум. Alexei Busuioc, род. 18 сентября 1967 года, с. Капаклия, Кантемирский район, Молдавская ССР, СССР) — молдавский политический и государственный деятель. Примар Капаклии (2003—2007), (2011—2019), Районный советник Кантемира (2007—2011), Главный советник управления планирования политики при Президенте Республики Молдова (2001—2003).

## Биография
Родился 18 сентября 1967 года в селе Капаклия, Кантемирского района.
В период с 1974 по 1984 год учился в школе Капаклии, с 1984 по 1993 год учился в Бельцком государственном университете им. Алеку Руссо, в том числе с 1988 по 1990 год проходил срочную службу в рядах Советской армии.
С 1993 по 1994 год он работал преподавателем французского языка в Средней школе Капаклии.
С 1994 по 1997 год занимался частной предпринимательской деятельностью.
С 1998 по 2000 год учился в Университете Марка Блока в Страсбурге, Франция, а с 2001 по 2003 год работал Главным советником управления планирования политики при Президенте Республики Молдова.

### Политическая деятельность
В 2003 году избран примаром Капаклии по спискам Партии Коммунистов Республики Молдова.
В 2005 году баллотировался как независимый кандидат в Парламент Республики Молдовы, получив 0,06 % голосов и из-за этого не прошел порог в 3 %.
С 2006 по 2008 год являлся членом Социал-Демократической партии Республики Молдова.
В 2007 году избран Районным советником Кантемира по спискам Демократической партии Молдовы.
В 2011 году вновь избран примаром Капаклии по спискам Либерально-Демократической партии Молдовы и председателем Кантемирского филиала Конгресса Местных Властей Республики Молдова.
В 2013 году побратил Капаклию с коммуной Кумпана, уезд Констанца, Румыния. Коммуна Кумпана расположенная вблизи от побережья Чёрного моря, ежегодно организует летний детский лагерь для детей из Капаклии.
В 2015 году переизбран примаром Капаклии как независимый кандидат и в том же году побратил Капаклию с коммуной Чугуд, уезд Алба, Румыния.
В 2016 году побратил Капаклию с коммуной Никулицэл, уезд Тулча, Румыния.
В 2017 году побратил Капаклию с город Тыргу-Окна, уезд Бакэу, Румыния.
В 2018 году был в числе подписавших символические декларации местных властей Республики Молдова об объединении с Румынией, в честь празднования 100-летия объединения румынских земель в 1918 году. В том же году принял предложение стать одним из «Послов объединения» Платформы унионистов «Действие 2012».
В марте того же года участвовал в Яссах в учредительном съезде Лиги местных избранников-унионистов Румынии и Республики Молдова.
В 2019 году объявил что больше не будет баллотироваться в примары Капаклии.

#### Парламентские выборы 2021 года
1 июня 2021 года  «Партия Закона и Справедливости» подала документы для регистрации участия в досрочных парламентских выборах 11 июля 2021 года в ЦИК. В списке партии Алексей Бусуйок занял третье место.